# Ricardo Favilla
Ricardo Favilla (Rio de Janeiro, ? de ?) é um cineasta brasileiro.
Formado em Cinema pela Universidade Federal Fluminense, Ricardo é autor dos curtas Na Terra de Mintchura (1992) e Impresso a Bala (1997), ambos premiados no Festival de Gramado. Ainda como estudante, o diretor escreveu o roteiro do ficção Mamãe Parabólica, curta-metragem de 16mm sobre a cena bas-fond carioca, especialmente pensado para o transformista Laura de Vison, que seria seu protagonista.
Ao aceitar o desafio de fazer três diferentes personagens numa comédia com toques de non-sense, Laura não se arrependeu: foi aplaudida ao subir ao palco do Festival de Brasília e receber o prêmio de melhor ator. O diretor ganhou o "Candango" de melhor roteiro de curta-metragem (por seu trabalho em parceria com Pedro Limaverde).

## Filmografia
- Mamãe Parabólica (1999) (diretor)
- Tiradentes (1999) (assistente técnico)
- Impresso a Bala (1997) (diretor)
- O Que É Isso, Companheiro? (1997) (diretor-assistente)
- Sambolico (1996) (diretor-assistente)
- O Quatrilho (1995) (diretor-assistente)
- Na Terra de Mintuchura (1992) (diretor)
- O Quinto Macaco (1990) (diretor-assistente)